# اچانور
اچانور (به انگلیسی: Achanoor) در هند است که در تامیل نادو واقع شده‌است.